# Miltona (Minnesota)
Miltona es una ciudad ubicada en el condado de Douglas en el estado estadounidense de Minnesota. En el Censo de 2010 tenía una población de 424 habitantes y una densidad poblacional de 243,98 personas por km².

## Geografía
Miltona se encuentra ubicada en las coordenadas 46°2′47″N 95°17′36″O / 46.04639, -95.29333. Según la Oficina del Censo de los Estados Unidos, Miltona tiene una superficie total de 1.74 km², de la cual 1.74 km² corresponden a tierra firme y (0%) 0 km² es agua.

## Demografía
Según el censo de 2010, había 424 personas residiendo en Miltona. La densidad de población era de 243,98 hab./km². De los 424 habitantes, Miltona estaba compuesto por el 99.29% blancos, el 0.24% eran afroamericanos, el 0.24% eran amerindios, el 0% eran asiáticos, el 0% eran isleños del Pacífico, el 0% eran de otras razas y el 0.24% pertenecían a dos o más razas. Del total de la población el 1.18% eran hispanos o latinos de cualquier raza.